# Piotr Grigul
Piotr Jakowlewicz Grigul, ros. Петр Яковлевич Григуль (ur. w 1892 r. w Wieliżu, zm. 10 marca 1971 r. w Paryżu) – rosyjski wojskowy (sztabskapitan), emigracyjny działacz kombatancki.
W 1917 r. ukończył wileńską szkołę wojskową w Połtawie, a następnie oficerskie kursy aerofoto graficzne. Brał udział w końcowym okresie I wojny światowej. Służył w stopniu porucznika w sztabie XL Korpusu Armijnego. Został ranny w głowę. W styczniu 1918 r. przeniesiono go do rezerwy. Wstąpił do nowo formowanych wojsk Białych gen. Antona I. Denikina. Od lipca 1919 r. służył w Batalionie Oficerskim 2 Korniłowskiego Pułku Uderzeniowego. Następnie pełnił funkcję adiutanta dowódcy Pułku. Został ponownie ranny. W marcu 1920 r. awansował do stopnia sztabskapitana. W listopadzie 1920 r. wraz z wojskami Białych został ewakuowany z Krymu do Gallipoli. Na emigracji zamieszkał we Francji. Pracował jako konsjerż przy Stowarzyszeniu Gallipojczyków w Paryżu. Ukończył Wyższe Wojskowe Kursy Naukowe gen. Nikołaja N. Gołowina. Po wybuchu w Hiszpanii wojny domowej w 1936 r., wstąpił do oddziału ochotników rosyjskich wojsk frankistowskich.  Otrzymał stopień kapitana. Po zajęciu Francji przez wojska niemieckie latem 1940 r., osadzono go w obozie internowania, gdzie pełnił funkcję adiutanta gen. Pawła N. Szatiłowa. Po zakończeniu wojny został przewodniczącym Stowarzyszenia Gallipojczyków. Jednocześnie stał na czele paryskiego oddziału Stowarzyszenia Gallipojczyków. Ponadto był członkiem Rady Najwyższej Rosyjskiego Związku Ogólnowojskowego (ROWS). Kierował akcjami charytatywnymi Komitetu Pomocy Potrzebującym „Błagowiest” przy ROWS. Współpracował ze Stowarzyszeniami Aleksiejewskim i Korniłowskim. Wykonał ryciny dla książki pt. „Kirasiry Jego Wieliczestwa 1916, 1917 gg. Uczastije w biełom dwiżenii. Żyzń za rubieżom”. W 1961 r. współuczestniczył w budowie Pomnika Gallipojczyków na cmentarzu Sainte-Geneviève-des-Bois.